# Örngrund, ö i Sastmola
Örngrund  (fi:Pitkäntienpää) är en ö i Finland. Den ligger i Bottenhavet och i kommunen Sastmola i den ekonomiska regionen  Björneborgs ekonomiska region i landskapet Satakunta, i den västra delen av landet. Ön ligger omkring 56 kilometer norr om Björneborg och omkring 270 kilometer nordväst om Helsingfors.
Öns area är 5 hektar och dess största längd är 340 meter i öst-västlig riktning.